# Metoponrhis albirena
Metoponrhis albirena là một loài bướm đêm trong họ Noctuidae.